# Djebel Zaghouan
Il Djebel Zaghouan (in arabo جبل زغوان) è un massiccio montuoso culminante a 1295 m situato a sud-ovest della città tunisina di Zaghouan. Appartiene alla cosiddetta dorsale tunisina e gran parte della sua superficie è stata dichiarata parco nazionale.

## Storia

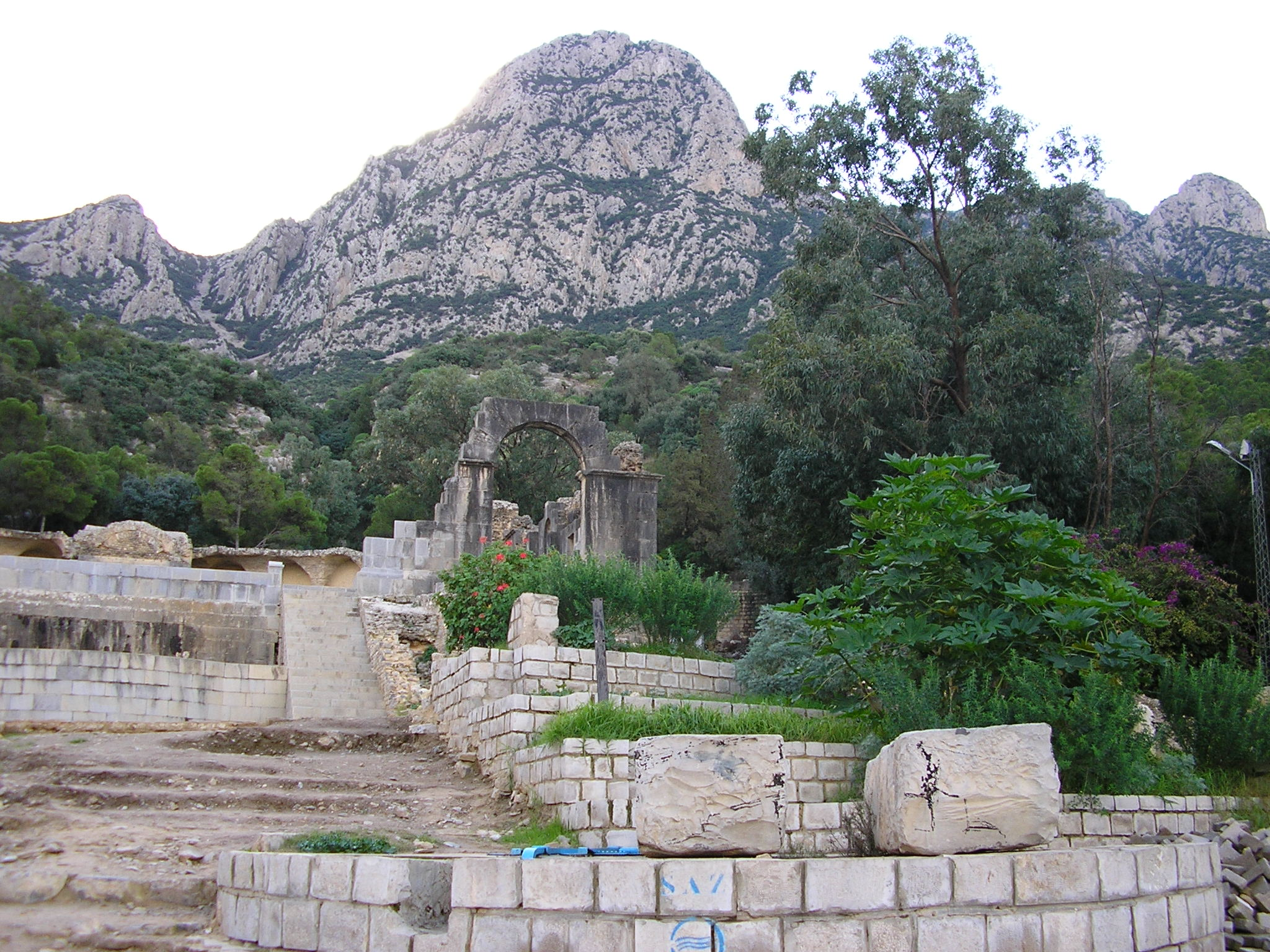
Il ninfeo romano alle pendici del Djebel Zaghouan.

Il Djebel Zaghouan, con le sue numerose sorgenti, era importante già in epoca romana - da qui partiva la linea principale dell'acquedotto di circa 90 km di lunghezza che riforniva di acqua potabile la città di Cartagine, ricostruita dopo la sua distruzione avvenuta nel 146 a.C.

## Ascensione
È possibile effettuare del trekking su questo massiccio montuoso, ricco di gole e parzialmente ricoperto da zone boschive, ma anche con escursioni meno impegnative è possibile esplorare la bellezza paesaggistica della zona. Sul versante settentrionale, a circa 2 km dalla città di Zaghouan, si trova un grande ninfeo di età romana.

## Flora e fauna
L'intera area del Djebel Zaghouan è posta sotto tutela. Le specie di alberi predominanti sono i pini d'Aleppo e le tuie. Uccelli rapaci e volpi si aggirano nella foresta alla ricerca di piccoli mammiferi, dove vivono anche cinghiali e istrici.